# 科桑角

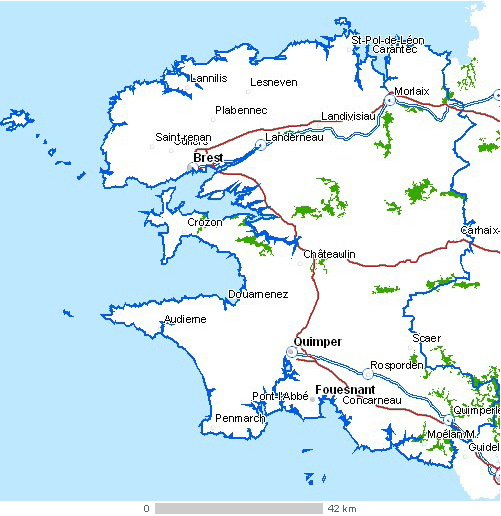
科桑角位於布雷斯特以西

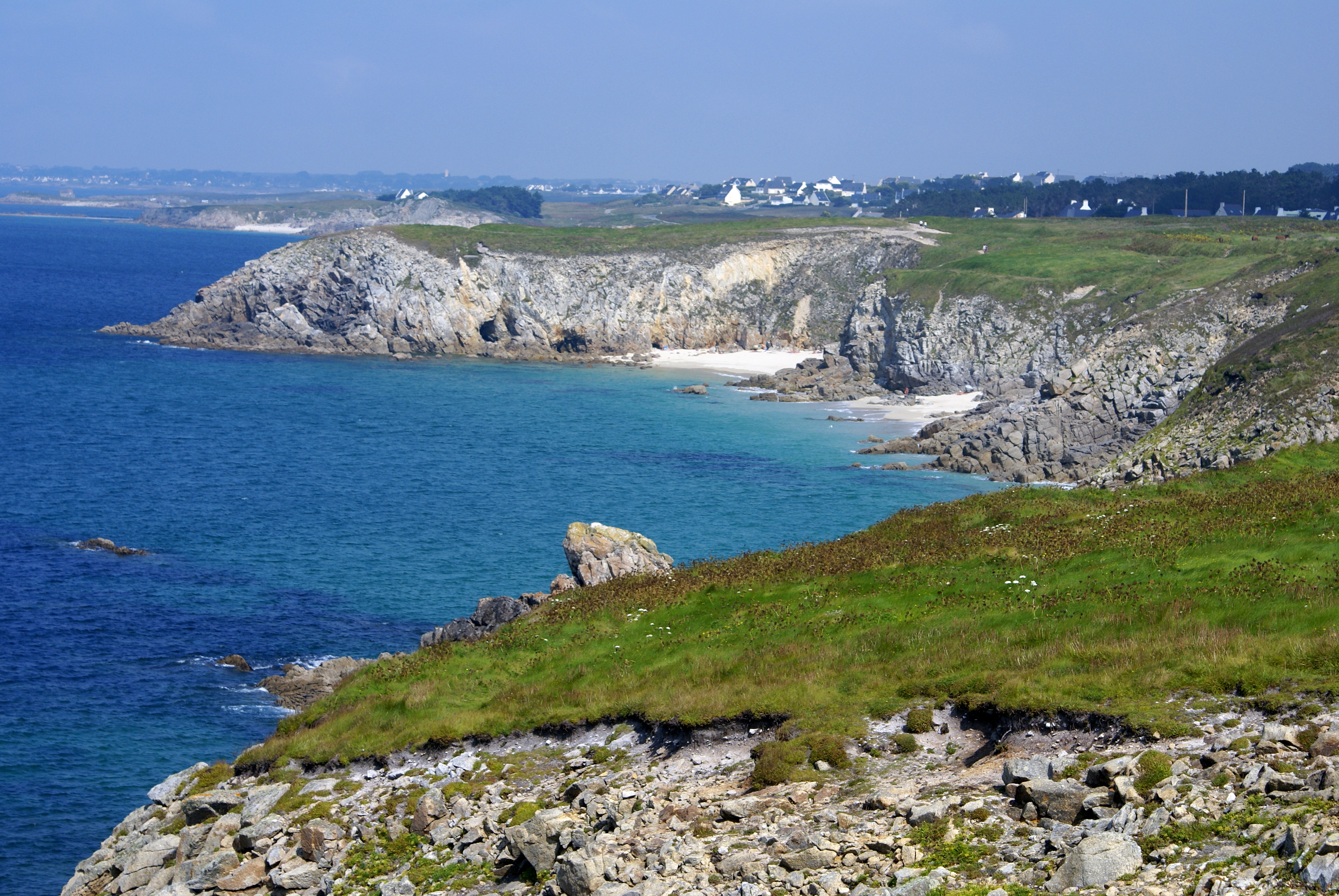
從科桑角的尖端望出

科桑角（法語：Pointe de Corsen）是法國大陸地區的最西點，位於布列塔尼大區菲尼斯泰尔省普卢阿泽勒，在菲尼斯泰爾省最大城市布雷斯特的西邊。最近的村莊是魯斯庫穆諾克。
科森角的座標是48°24′52″N 4°47′40″W / 48.41444°N 4.79444°W。